# Pulso de derretimiento 1A

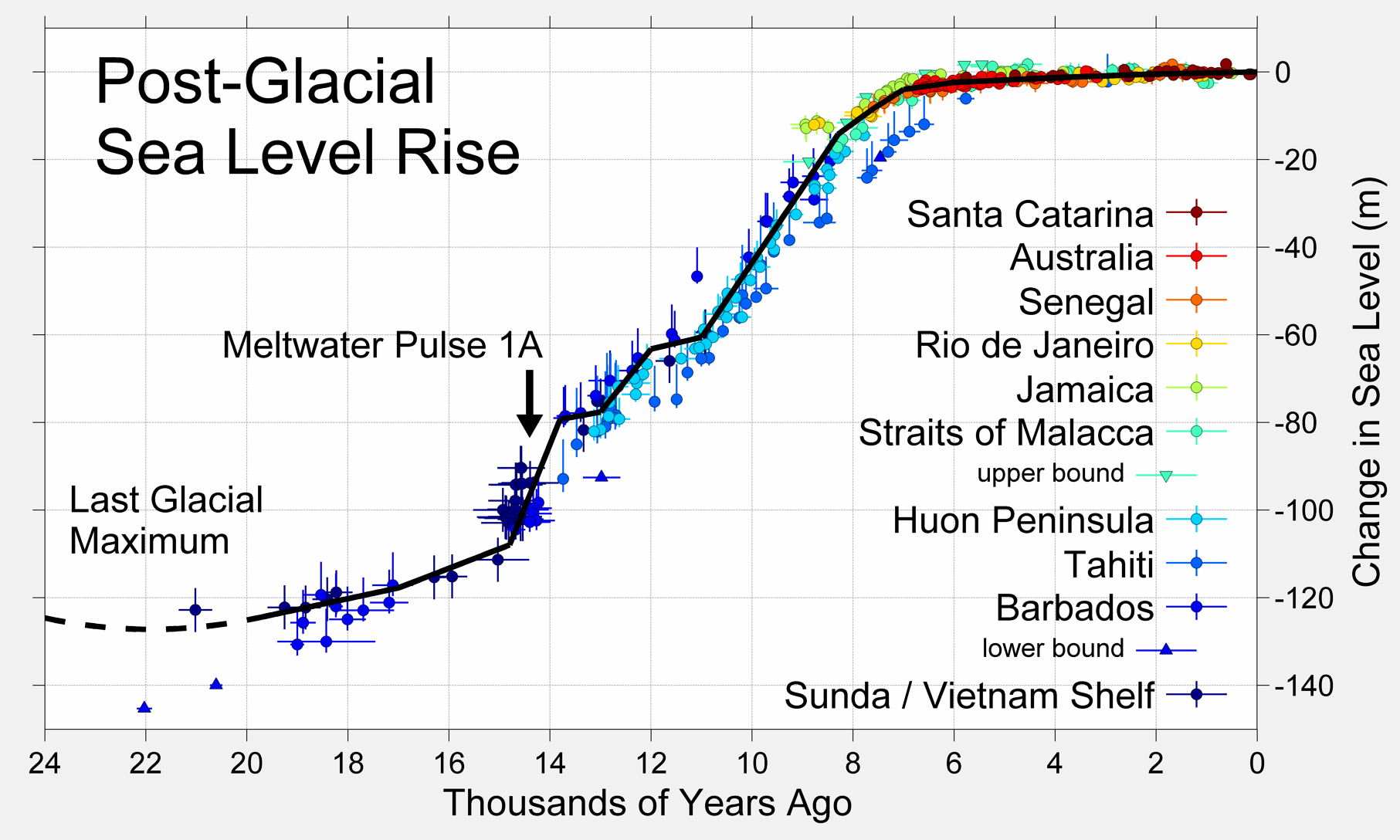
Imagen que muestra el cambio del nivel del mar durante el final del último período glacial. Se indica el pulso de agua de derretimiento 1A.

Pulso de derretimiento 1A (MWP1a) es el nombre que utilizan los geólogos del Cuaternario para el período de rápido aumento del nivel del mar, hace 13.500 a 14.700 años, cuando el nivel del mar subió 16 metros en todo el mundo. metros. pies) y 25 m (82,0 pies) 400 a 500 años, o 40-60 mm/año. El pulso de agua de deshielo 1A también se conoce como evento de aumento catastrófico 1 (CRE1) en el Mar Caribe. Las tasas de aumento del nivel del mar asociadas con el pulso 1A de agua de deshielo son las tasas más altas conocidas de aumento del nivel del mar eustático posglacial. El pulso de derretimiento 1A es también el más reconocido y el menos controvertido de los pulsos de agua de deshielo posglaciales nombrados. Otros pulsos de agua de deshielo posglaciales con nombre se conocen más comúnmente como pulso de agua de deshielo 1A0 (pulso de agua de deshielo 19ka), pulso de derretimiento 1B, pulso de agua de deshielo 1C, pulso de agua de deshielo 1D y pulso de agua de deshielo 2. Éste y estos otros períodos de rápido aumento del nivel del mar se conocen como pulsos de agua de deshielo porque la causa inferida de ellos fue la rápida liberación de agua de deshielo en los océanos debido al colapso de las capas de hielo continentales.

## Nivel del mar y tiempo

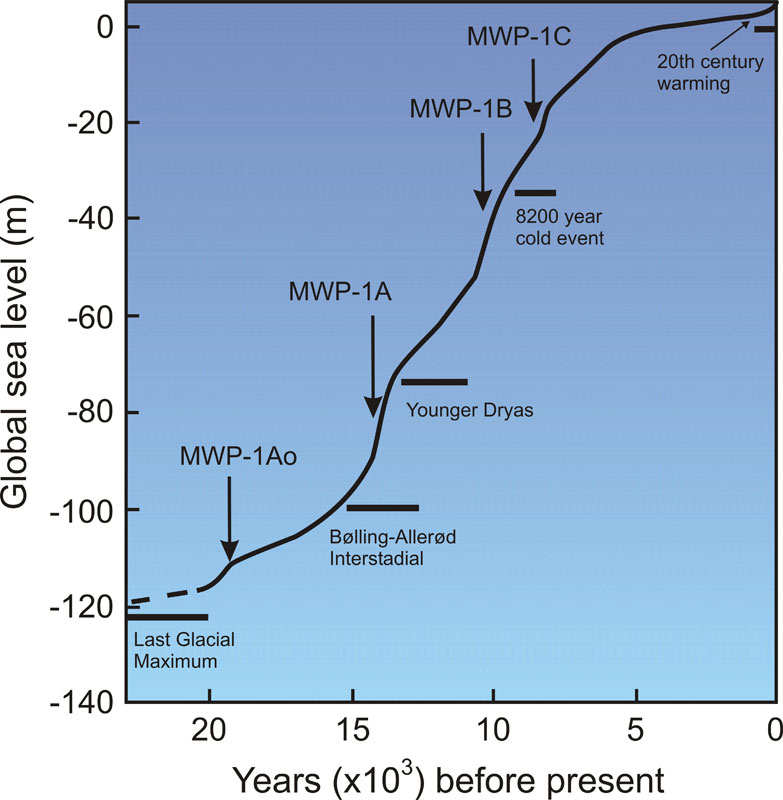
Curva de aumento del nivel del mar posglacial y pulsos de agua de deshielo (MWP)

El derretimiento del hielo 1A se produjo durante un período de aumento del nivel del mar y rápido cambio climático conocido como Terminación I, cuando el hielo terrestre estaba desapareciendo al final de la última Edad de Hielo. Varios investigadores han reducido la duración de la colisión a entre 13.500 y 14.700 años calendario, con un pico ocurrido hace 13.800 años. El inicio de este evento de agua de deshielo coincide o sigue de cerca con el inicio abrupto del interestadio Bølling-Allerød (BA) y el calentamiento en el núcleo de hielo NorthGRIP en Groenlandia hace 14.600 años calendario. Durante el pulso 1A de agua de deshielo, se estima que el nivel del mar aumentó a un ritmo de 40-60 mm/año. Esta tasa de aumento del nivel del mar fue mucho mayor que la tasa de aumento actual del nivel del mar, que se ha estimado en la región de 2-3 mm/año.